# Aingeru Berguices
Aingeru Berguices Jausoro o Aingeru Bergizes Jausoro (Bilbao, 27 de febrero de 1957 - Galdácano, 3 de junio de 2022) fue un músico profesional e investigador del folclore, formó parte en los primeros años del grupo musical Oskorri pero también ha participado en otros grupos. Ha investigado especialmente la historia social del acordeón, analizando la entrada del acordeón en Vizcaya y los bailes de La Casilla en Bilbao, en su tesis doctoral.